# Herman Salling
Herman Salling (* 20. November 1919; † 8. Mai 2006) war ein dänischer Kaufmann und Unternehmer.

## Familie
Herman Salling war in erster Ehe mit Lissi Petersen verheiratet, die an Kindbettfieber starb. Auch das gemeinsame Kind starb kurz nach der Geburt. Er heiratete in zweiter Ehe Sys Brammer, mit der er die Töchter Cathrine (gestorben 2004) und  Mariann hatte. In dritter Ehe heiratete er 1977 Karin.

## Unternehmer
Der Vater Ferdinand Salling schuf 1906 die Grundlage für die Warenhauskette Salling mit einem Manufakturhandel, der sich zu Salling Kaufhaus entwickelte.
1953 übernahm  Herman Salling das Geschäft des Vaters in der Fußgängerzone von  Aarhus. Das war der Ausgangspunkt für die Supermarktkette Jysk Supermarked 1960. Im gleichen Jahr eröffnete er den ersten Føtex-Supermarkt. Zwei Jahre später kam dann das Warenhaus Salling in Ålborg hinzu.
Um das nötige Kapital für eine weitere Erweiterung der Geschäftsaktivitäten zu erhalten, ging Herman Salling 1964 eine Zusammenarbeit mit dem Reeder A. P. Møller ein, der stiller Teilhaber wurde, während Salling allein die Leitung der Gesellschaft übernahm.
1964 wurde Jysk Supermarked in Dansk Supermarked umbenannt. 1999 zog sich Salling aus der Leitung des Unternehmens zurück, blieb aber im Vorstand. Die Aktiengesellschaft hatte 2001 30.000 Mitarbeiter und erwirtschaftete einen Jahresumsatz von 46,7 Milliarden Dänische Kronen (ca. 5,8 Milliarden Euro). 
In der Leitung der Geschäfte gab Salling klare Richtlinien vor und sorgte für eine straffe Organisation, begrenzte stark die Freiheit der Beschäftigten. Er entließ Mitarbeiter, die nicht seinen Vorstellungen von Ehrlichkeit, Fleiß, Präzision und Pflichterfüllung entsprachen. Jeden Samstagvormittag berief Salling seine Leitenden Angestellten zu einer Konferenz zusammen, weil er meinte, dass das Topmanagement nicht frei haben sollte, während die Verkäufer Kunden bedienten.